# Ayoze Díaz Díaz
Ayoze Díaz Díaz (La Laguna, 25 maggio 1982) è un ex calciatore spagnolo, di ruolo difensore.